# Blendija
Blendija (serbisches-kyrillisch: Блендија) ist ein Dorf in Serbien.

## Geographie
Das Dorf befindet sich in der geographischen Region Banja, in der Opština Sokobanja, im Okrug Zaječar, im Osten Serbiens. Blendija liegt im östlichen Teil des Banja-Beckens, jedoch noch in zentraler Lage.  
Das Dorf liegt östlich der Gemeindehauptstadt, auf der rechten Uferseite des Flusses Moravica, im Tal des Baches, Baba Potok, neben der Hauptstraße die von Sokobanja nach Knjaževac führt. Im Ort existieren auch einige Quellen. Und auch der rechte Nebenfluss der Moravica, das Flüsschen Blendijska Reka, durchquert das Dorfgebiet. 
Blendija liegt durchschnittlich auf einer Höhe von 346 m über dem Meeresspiegel. Das Dorf ist nach Süden ausgerichtet und liegt im Windschatten. Lediglich der Südwind ist etwas stärker, aber auch dieser ist schwächer als in Dugo Polje und anderen Dörfern am südlichen Rand des Banja-Beckens.

## Dorftypus
Die Häuser des Ortes sind, recht eng aneinander gebaut. Am dichtesten stehen die Häuser rund um den Bach, jedoch besteht genügend Abstand zwischen den einzelnen Haushalten, denn zu jedem Haus gehört ein Hof und ein Obstgarten. 
Am Ortsrand stehen nur noch vereinzelt Häuser. Das Dorf ist in zwei kleine Dorfteile gegliedert; Kosovci im oberen Dorfgebiet und Blendija im unteren Dorfgebiet, neben der Hauptstraße.
Die Dorfbewohner sind hauptsächlich in der Landwirtschaft tätig. Viehzucht, von der am meisten Rinder gehalten werden, spielt eine eher untergeordnete Rolle im Ort. Rund um das Dorf gibt es große landwirtschaftlich genutzte Areale, insbesondere bei den Flurnamen: Dubnik, Preći Potok, Kriva Kruška, Beli Breg, Prevalac und Glogan. Auf der Lokalität Glogan wächst auch der Dorfwald. 

## Bevölkerung
Das Dorf hatte 2022 eine Einwohnerzahl von 243, während es 2011 noch 282 waren, nach den letzten drei Bevölkerungsstatistiken fällt die Einwohnerzahl weiter. Die Bevölkerung von Blendija stellen Serben.

### Demographie
| Jahr | Einwohnerzahl |
| ---- | ------------- |
| 1948 | 578           |
| 1953 | 560           |
| 1961 | 581           |
| 1971 | 551           |
| 1981 | 500           |
| 1991 | 448           |
| 2002 | 352           |
| 2011 | 282           |
| 2022 | 243           |

## Geschichte
Die ältesten der heutigen Dorffamilien, siedelten sich, in der zweiten Hälfte des 18. Jahrhunderts aus dem Kosovo, der Gegend um Knjaževac, Crna reka und Krivi Vir, auf dem heutigen Dorfgebiet an. Und gründeten die zwei alten Siedlungen, Kosovci und Blendija.
Während der türkischen Herrschaft, wurde auf Befehl des Turčin-Beg, durch die Zusammenlegung der beiden Siedlungen Kosovci und Blendija, das heutige Dorf gegründet. Früher standen die Häuser des Ortes verstreuter, später rückten die Gehöfte, dichter zusammen.
Über den Namen des Dorfes sind keine Legenden erhalten geblieben. Im westlichen Dorfgebiet befindet sich der serbisch-orthodoxe Dorffriedhof.

## Belege
- Artikel über das Dorf auf der Seite www.poreklo.rs, (serbisch)
- Artikel über das Dorf auf der Seite www.soko-banja.org, (serbisch)
- Књига 9, Становништво, упоредни преглед броја становника 1948, 1953, 1961, 1971, 1981, 1991, 2002, подаци по насељима, Републички завод за статистику, Београд, мај 2004, ISBN 86-84433-14-9
- Књига 1, Становништво, национална или етничка припадност, подаци по насељима, Републички завод за статистику, Београд, фебруар 2003, ISBN 86-84433-00-9
- Књига 2, Становништво, пол и старост, подаци по насељима, Републички завод за статистику, Београд, фебруар 2003, ISBN 86-84433-01-7